# Amans-Alexis Monteil
Amans-Alexis Monteil (Rodez, Aveyron, 7 de Junho de 1769 — Chély, Seine-et-Marne, 20 de Fevereiro de 1850), historiador e escritor francês, introdutor na historiografia europeia do estudo da história dos povos. Convencido que os historiadores dedicavam demasiada atenção a reis e generais, esquecendo o papel da massa anónima do povo nos eventos históricos, reuniu uma impressionante colecção de documentos provando o peso determinante das massas populares e publicou a primeira história da França não centrada na acção das elites dominantes.

## Biografia
Amans-Alexis Monteil nasceu a 7 de Junho de 1769 em Rodez, no Aveyron. 
Casou com Marie Rivié (1776 - 1813), apelidada de Annette, descendente da nobre Casa de Lusignan e dos Focras de Neuville, que faleceu prematuramente, deixando-lhe um único filho, também chamado Alexis, nascido a 1 de Abril de 1804.
Exerceu as funções de Secretário do distrito de Aubin no período da Revolução Francesa. Em 1799 era docente na École Centrale de Rodez, passando em 1804 para a École Militaire de Fontainebleau e depois para a École Militaire de Saint-Cyr. Entre 1827 e 1844 publicou a sua obra seminal Histoire des français des divers états, ou histoire de France aux cinq derniers siècles , obra que constitui um marco essencial da historiografia europeia.
Faleceu a 20 de Fevereiro de 1850, em Chély, na região de Seine-et-Marne.

## A obra e sua importância
Interessado pelos assuntos da História, com destaque para a da França, ensinou aquela disciplina em Rodez, Fontainebleau e depois em Saint-Cyr.
Monteil acreditava que se dava tradicionalmente uma importância desproporcionada aos reis, aos seus ministros e generais, sendo antes mais significativo e importante para a compreensão da História estudar o povo. Na sua obra Histoire des français des divers états, ou histoire de France aux cinq derniers siècles, publicada em 10 volumes entre 1828 e 1844, procurou descrever as diferentes classes sociais, a sua ocupação e o seu papel no desenvolvimento das comunidades.
Com esse objectivo obteve uma vasta colecção de manuscritos, que vendeu em 1835, muitos dos quais passaram subsequentemente para a biblioteca privada de Sir Thomas Philipps. O catálogo desses manuscritos foi publicado com o título de Traité de matériaux manuscrits de divers genres d'histoire, continuando a ser, apesar da dispersão da colecção, um elemento precioso para o estudo da matéria e para a compreensão da obra de Monteil.
Orgulhava-se de ter sido o primeiro a escrever uma história verdadeiramente nacional, não se limitando à história das elites nem á mera enumeração de reis e generais e respectivos feitos. Este ponto de vista é bem explicitada na memória intitulada L'Influence de l'histoire des divers états, ou comment serait allée la France si elle est eu cette histoire, publicada em 1840. Essa mesma publicação foi reeditada em 1841, depois de revista e consolidada, com o elucidativo título Les Français pour la première fois dans l'histoire de France, ou poétique de l'histoire des divers états.
Monteil não inventou a história da civilização, mas foi um dos primeiros em França, e na Europa, a aperceber-se e a demonstrar a sua extrema importância.
Publicou uma 3.ª edição revista da sua obra (5 volumes, em 1848). Uma 4.ª edição apareceu após a sua morte, com prefácio e notas de Jules Janin (5 volumes, em 1853).

## Obras publicadas
- Histoire des français des divers états ou histoire de France aux cinq derniers siècles, 10 volumes, Editions Coquebert, Paris, 1847.
- Traité de matériaux manuscrits de divers genres d'histoire, Duverger, Paris, 1835 (2 volume in 8 [215 x 132 mm] de  VI + 364 pp./ 392 pp.).
- Description du département de l'Aveiron,  (2 volumes), Villefranche-de-Rouergue, 1802.
- Histoire financière de la France depuis les premiers temps de la monarchie jusqu'à nos jours, M. Barbou, Limoges, 1881.
- Histoire de l'industrie française et des gens de métiers. Introduction, supplément et notes par Charles Louandre, Bibliothèque Nouvelle, Paris, 1872.
- Histoire de l'industrie française et des gens de métiers, P. Dupont, Paris, 1868.
- Mes éphémérides, Cardinal, Paris (nova edição anotada de 158 pp.), 2003 (ISBN 2911461088).
- Le souffleur : une aventure de Nicolas Flamel, Cardinal, Paris (nova edição, 50 p.), 1998 (ISBN 2911461185).